# Tal Ben Chajjim (ur. 1982)
Tal Ben Chajjim, Tal Ben Haim (ur. 31 marca 1982 w Riszon le-Cijjon) – izraelski piłkarz który występował na pozycji obrońcy. Wielokrotny reprezentant reprezentacji Izraela. 
W swojej karierze występował między innymi w takich klubach jak: Chelsea, Manchester City, Bolton Wanderers, Charlton Athletic czy Maccabi Tel Awiw.

## Kariera klubowa
Ben Haim zadebiutował w izraelskiej ekstraklasie w wieku siedemnastu lat i w ciąg 6 lat rozegrał w barwach Maccabi Tel Awiw 147 meczów oraz strzelił 2 bramki. Po sezonie 2003/04 wykupił go angielski Bolton Wanderers. 20 października 2005 roku po raz pierwszy przywdział opaskę kapitana Boltonu, działo się to podczas meczu Pucharu UEFA przeciwko Beşiktaş JK. Pod koniec 2006 roku zainteresowanie Ben Haimem wyraził José Mourinho. Transfer do Chelsea sfinalizowany został 14 czerwca 2007 roku. Wtedy to Ben Haim podpisał z The Blues 4-letni kontrakt. Dnia 30 lipca 2008 roku Tal Ben Chajjim stał się piłkarzem Manchesteru City. Zapłacono za niego 5 milionów funtów. W nowym klubie zadebiutował 14 sierpnia w meczu Pucharu UEFA z FC Midtjylland. W rundzie jesiennej jego debiutanckiego sezonu na City of Manchester Stadium zagrał jeszcze w ośmiu meczach, po czym, w lutym 2009 roku został wypożyczony do Sunderland AFC. Do końca sezonu w zespole tym rozegrał pięć spotkań, po czym powrócił do Manchesteru. Latem 2009 roku w ostatnim dniu okienka transferowego przeszedł do Portsmouth.
3 sierpnia 2010 został na pięć miesięcy wypożyczony do West Ham United.
4 stycznia 2013 roku podpisał obowiązujący do końca sezonu kontrakt z QPR.
1 lipca 2021 roku zakończył piłkarską karierę.

## Kariera reprezentacyjna
Ben Haim jest etatowym reprezentantem Izraela. Przyczynił się także do dobrego występu swojego kraju w kwalifikacjach do mistrzostw świata 2006 (Izrael zajął 3. miejsce w grupie z powodu gorszego bilansu bramkowego).
W ciągu całej swojej kariery reprezentacyjnej wystąpił 96 razy w barwach Izraela.
9 października 2017 roku rozegrał swój ostatni mecz w reprezentacji. Spotkanie odbywało się w ramach eliminacji do mistrzostw świata, przeciwko reprezentacji Hiszpanii. Tal Ben Haim występował w nim w roli kapitana. Mecz zakończył się wynikiem 1:0 na korzyść Hiszpanów.

## Sukcesy

### Maccabi Tel Aviv
- Mistrz Israela: 2002/03
- Puchar Israela: 2001/02
- Uczestnik Ligi Mistrzów: 2015/16

### Chelsea
- Finalista Ligi Mistrzów: 2007/08[6]